# Gliciclamide
La gliciclamide è un composto chimico di formula {\displaystyle {\ce {C14H20N2O3S}}}.

## Caratteristiche strutturali e fisiche
Il composto appartiene alla classe delle sulfonammidi, più precisamente una sulfonilurea contenente un gruppo cicloesilico. Il composto presenta caratteristiche simili a quelle della tolbutamide e risulta achirale.
| Caratteristiche strutturali          | Caratteristiche strutturali |
| ------------------------------------ | --------------------------- |
| N. d atomi pesanti                   | 20                          |
| N. di donatori di legami a idrogeno  | 2                           |
| N. di accettori di legami a idrogeno | 3                           |
| N. di legami ruotabili               | 3                           |
| Caratteristiche fisiche              |                             |
| Massa monoisotopica                  | 296,11946368 u              |
| Superficie polare                    | 83,7 Å²                     |

## Sintesi
Si tratta di un oligopeptide che può essere prodotto da alcune specie cianobatteri.

## Reattività e caratteristiche chimiche

### Spettri analitici
- 1H NMR[10]
- 13C NMR[11]

## Farmacologia e tossicologia

### Farmacocinetica
L'assorbimento gastrointestinale del farmaco è buono come è buona la sua biodisponibilità.

### Farmacodinamica
Il farmaco agisce stimolando la liberazione di insulina endogena dalle cellule β del pancreas. A livello periferico aumenta la sensibilità tissutale all'insulina, probabilmente inducendo un aumento dei recettori insulinici di membrana. A livello epatico diminuisce la demolizione dell'insulina endogena. La gliciclamide, rispetto alla clorpropamide, presenta lo svantaggio di una minore attività ipoglicemizzante.

### Effetti del composto e usi clinici
Si tratta di un antidiabetico che risulta essere meno potente del glipizide e presenta un meccanismo d'azione del tutto simile alla clorpropamide. La gliciclamide può essere impiegata nel diabete mellito non insulino-dipendente della maturità di tipo lieve e privo di gravi complicazioni, quando il regime dietetico non è stato capace di normalizzare la glicemia.

### Controindicazioni ed effetti collaterali
Si può manifestare ipoglicemia specialmente in pazienti predisposti (anziani, debilitati, con insufficienza epatica e/o renale). La gliciclamide può dare nausea, vomito, disturbi epigastrici, vertigini, reazioni cutanee allergiche, ittero, discrasie ematiche con leucopenia, trombocitopenia, anemia, agranulocitosi, reazioni di sensibilizzazione con febbre.
Il farmaco risulta controindicato in caso di diabete insulino-dipendente, diabete cheto-acidosico, precoma o coma diabetico, epatopatie e nefropatie. Il trattamento con la sulfanilurea è sconsigliato nel periodo successivo a traumi gravi, interventi chirurgici ed in gravidanza. Nell'anziano è necessaria una riduzione dei dosaggi del farmaco.

### Tossicologia
In caso di sovradosaggio si può manifestare uno stato ipoglicemico. È necessario effettuare un'infusione lenta di soluzioni concentrate (30%) di glucosio.

### Interazioni
Si consiglia di limitare l'uso di bevande alcoliche per la possibilità che si manifestino reazioni metaboliche disulfiram-simili. Bisogna osservare una certa cautela nell'associare la gliciclamide con altri farmaci capaci di aumentarne l'azione ipoglicemizzante (fenilbutazone, salicilati, dicumarolici, sulfamidici, clofibrato, fenitoina, IMAO o β-bloccanti). Gli effetti ipoglicemizzanti del farmaco possono essere attenuati da adrenalina, corticosteroidi, diuretici ed estroprogestinici.